# 中華民國—索馬利亞關係
中華民國與索馬利亞聯邦共和國無正式外交關係，目前也沒有在對方首都互設具大使館功能的代表機構。對索馬利亞的相關事務由駐南非共和國臺北聯絡代表處、駐杜拜臺北商務辦事處共同管轄。由于中华民国事實上承认索马里兰共和国为独立国家并互设代表机构，故索马里與中华民国關係緊張。

## 政治

### 外交

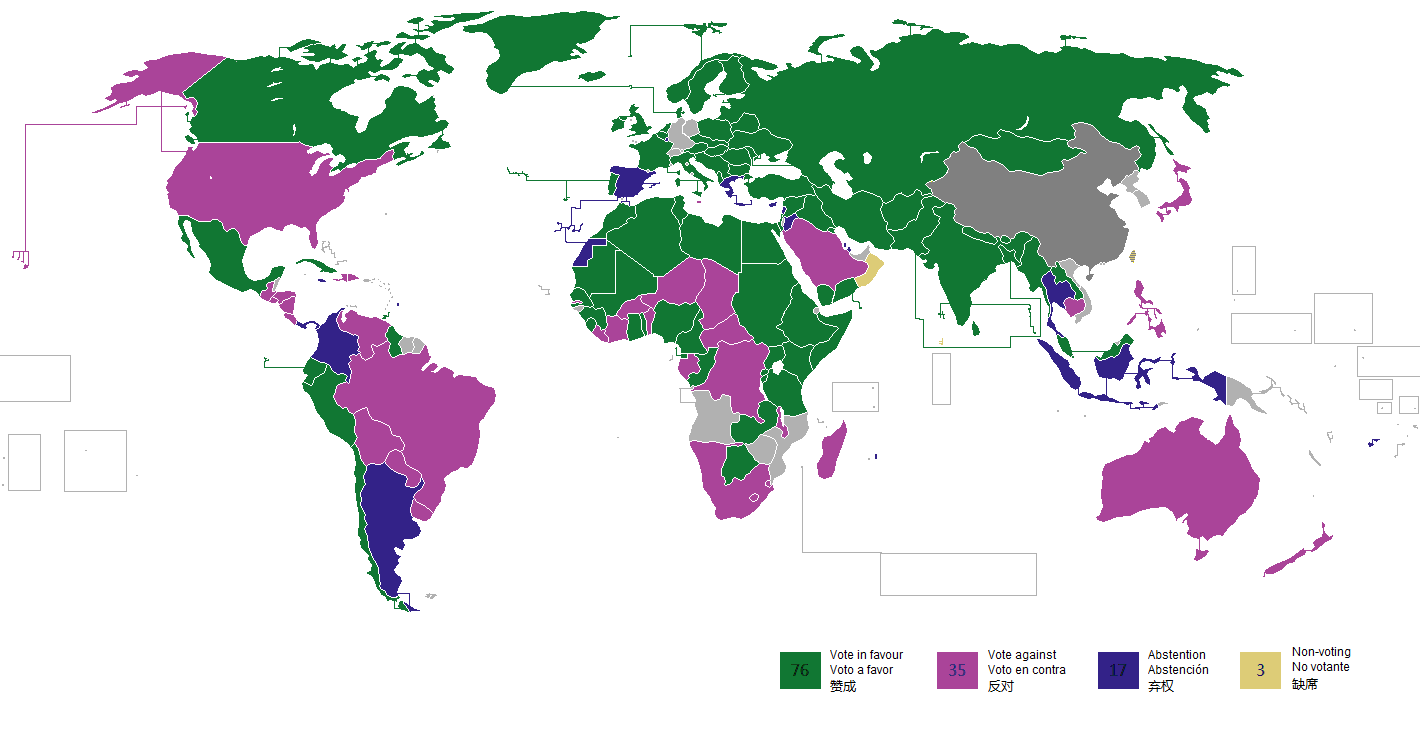
綠色國家表示在1971年的投票中反對中華民國續留聯合國，即《聯合國大會第2758號決議》，其中包括索馬利亞。

1971年10月25日，第26屆聯合國大會就索馬利亞等23國所提出的「恢復中華人民共和國在聯合國的合法權利」議案進行表決。最終以76票贊成、35票反對、17票棄權的結果通過。根據《聯合國憲章》和聯合國大會議事規則，提案通過即成為正式決議，是為《聯合國大會第2758號決議》。中華民國、馬爾地夫、阿曼等3國未投票。代表中國正統的中華民國政府，以外交部長周書楷為代表，在表決之前數小時，於大會上主動宣布退出聯合國。日後，中華民國政府將此決議稱為「排我納匪案」。
2012年7月17日，遭索馬利亞海盜劫持18個月後，中華民國籍漁船「旭富一號」全體船員獲釋，船上26名船組人員全部平安。外交部對歐洲聯盟、國際反海盜組織「海洋無海盜」（Oceans Beyond Piracy）和相關國家，以及中國大陸基於人道所予之協助，表達感謝。
2012年3月，遭索馬利亞海盜在印度洋劫持的阿曼籍漁船「Naham3」與26名船員，包含1名中華民國籍輪機長，在將近5年的拘禁後於2016年10月22日獲釋，搭機先至廣州，再各自返回母國。獲釋前，中華民國籍船長在劫船過程中遭海盜殺害，另有兩名漁工病故。協助談判的國際組織「人質支持夥伴」（Hostage Support Partners）協調員史蒂德（John Steed）指出，這次人質談判歷經18個月，Naham3船員獲釋意味著索馬利亞海盜猖獗時期綁架的最後一批船員終於獲釋，這也是該國海盜劫持人質時間第二久的事件。外交部亞西及非洲司長陳俊賢在立法院答詢時指出，船東與台灣民間至少付出115萬美元贖金，其他國家也有出錢。此外，據輪機長家屬透露外交部要求簽切結書，日後須歸還外交部先代墊返台的機票費用；對此，前中央警察大學教授葉毓蘭痛批「一樣是台灣人落難在非洲，人質不如詐騙集團」。針對外界質疑政府出錢包專機，將海外詐騙犯接回台，遭劫的台灣人還不如詐騙犯，陳俊賢澄清，不論是先前土耳其、印尼與馬來西亞送回台的台灣詐騙犯，機票錢都是他們自己付的。
2020年7月1日，索馬利亞視為其领土主權一部分的索馬利蘭與中華民國互設具官方性質的代表處。對此，中華人民共和國駐索馬利亞大使覃俭曾訪問索馬利蘭，試圖施壓索馬利蘭取消與台灣互設代表處，且表明其對台灣領土主權的主張，並提議要在首都哈尔格萨設立聯絡辦事處；索馬利亞總統法馬約在接見覃儉時，重申「一个中国」政策並譴責台灣破壞索馬利亞的領土主權完整。此事件也引起部分索馬利亞的民眾不滿，並到中華民國外交部的Facebook表達抗議。
2020年8月17日，台灣駐索馬利蘭共和國代表處成立，索馬利亞外交部發表6點聲明，譴責台灣侵犯索馬利亞主權，痛斥此舉分裂索馬利亞人民。「聯邦政府要求台灣停止涉及索馬利亞領土的錯誤投機行為，這是毫不妥協的原則。聯邦政府會採取符合国际法的必要措施，捍衛國家團結、主權、領土完整與政治獨立。」中華民國外交部則表示「一索原則與一中原則一樣可笑而荒謬」，台灣與索馬利蘭基於民主自由的理念結盟，索馬利亞政府無權置喙也無權干涉。
2025年4月22日，索馬利亞民航局公告，索馬利亞政府根據《聯合國大會第2758號決議》，堅持「一個中國」政策，因此通知所有航空公司營運商與利害關係方，自30日起，所有由台灣或其附屬機構簽發的護照與相關旅行证件，不得再用於進出與過境索馬利亞。中華民國外交部於29日抗議索馬利亞在中國唆使下，採取限縮台灣人旅行自由與安全的作法，並要求立刻撤銷公告。對於索馬利亞錯誤解釋《聯大第2758號決議》，並與「一個中國」政策掛勾，圖謀製造台灣隸屬於中華人民共和國的假象，也予以駁斥並譴責。旋經臺、美與索馬利亞政府多方磋商與協調，该禁令於6月撤销。

## 經濟

### 貿易
| 年分 | 貿易總額  | 貿易總額 | 貿易總額 | 出口至索馬利亞 | 出口至索馬利亞 | 出口至索馬利亞 | 自索馬利亞進口 | 自索馬利亞進口 | 自索馬利亞進口 | 順逆差  |
| 年分 | 金額      | 年增減   | 排名     | 金額           | 年增減         | 排名           | 金額           | 年增減         | 排名           | 順逆差  |
| ---- | --------- | -------- | -------- | -------------- | -------------- | -------------- | -------------- | -------------- | -------------- | ------- |
| 2017 | 1,240,541 | ▲25.0%   | 185      | 1,107,411      | ▲15.4%         | 175            | 133,130        | ▲312.9%        | 187            | 順差▲   |
| 2018 | 1,433,746 | ▲15.6%   | 182      | 924,765        | ▼16.5%         | 179            | 508,981        | ▲282.3%        | 161            | 順差▼   |
| 2019 | 2,235,513 | ▲55.9%   | 179      | 468,353        | ▼49.4%         | 190            | 1,767,160      | ▲247.2%        | 145            | 逆差 -- |
| 2020 | 1,614,658 | ▼27.8%   | 179      | 918,785        | ▲96.2%         | 175            | 695,873        | ▼60.6%         | 158            | 順差 -- |
| 2021 | 2,121,843 | ▲31.4%   | 182      | 1,593,858      | ▲73.5%         | 171            | 527,985        | ▼24.1%         | 167            | 順差▲   |
| 2022 | 7,148,768 | ▲236.9%  | 160      | 7,030,372      | ▲341.1%        | 137            | 118,396        | ▼77.6%         | 182            | 順差▲   |
| 2023 | 1,884,594 | ▼73.6%   | 178      | 1,740,000      | ▼75.3%         | 171            | 144,594        | ▲22.1%         | 177            | 順差▼   |
| 2024 | 4,242,722 | ▲125.1%  | 169      | 3,832,847      | ▲120.3%        | 154            | 409,875        | ▲183.5%        | 167            | 順差▲   |

2023年的兩國貿易項目如下：
出口至索馬利亞的前10大項目為：橡膠或塑料加工機或以此類原料製造產品之機械；稻米；內科、外科、牙科或兽医用儀器與用具；舊衣著與其他舊物品；機動車輛所用之零件與附件；無線電廣播或电视之傳輸器具、攝影機、数码相机；診斷或實驗用有底襯之試劑或配製試劑，以及檢定參照物；塑膠板、片、箔、薄膜與扁條；自動資料處理機及其附屬單元、磁性或光學閱讀機；眼鏡、护目镜與類似品等。
自索馬利亞進口的項目為：铜廢料與碎屑；精油、萃取含油樹脂、精油脫萜所得之萜副產品、精油之水餾液與水溶液；鑄幣；特殊物品，含進口未超過5萬新臺幣之小額報單與其他零星物品；機動車輛所用之零件與附件；刮鬍前後用劑、身體除臭劑、洗浴用劑、脫毛劑與其他未列名之香料製劑、化妝品或盥洗用製劑、室內除臭劑；香料、藥用或殺蟲菌植物及其種子與果实等。

### 組織
目前在索馬利亞無臺商或臺僑組織。

## 簽證

持中華民國護照的中華民國國民簽證要求分布圖：入境索馬利亞需要簽證。

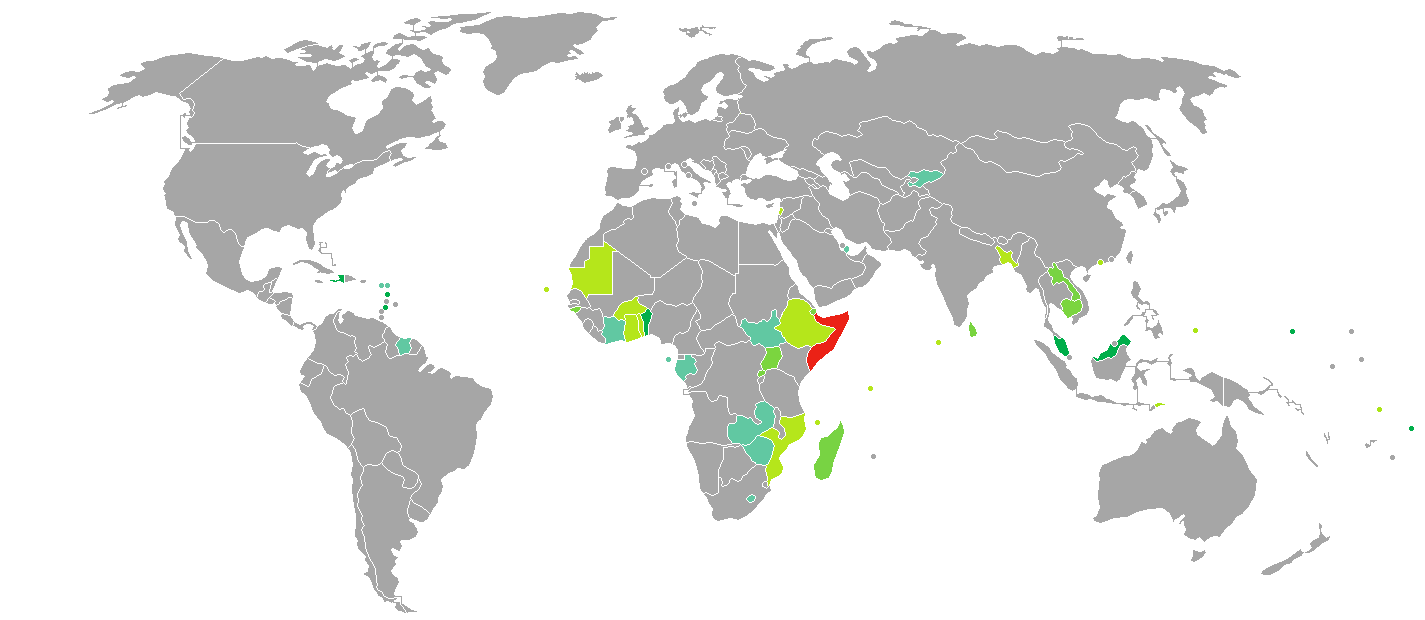
持索馬利亞護照的索馬利亞人口簽證要求分布圖：入境中華民國需要簽證。

兩國國民皆須申請簽證方可入境對方國家。索馬利亞政府沒有給予任何地區的外籍人士免簽證待遇，持中華民國護照的中華民國國民可前往索馬利亞駐馬來西亞大使館申請簽證，護照上有以色列簽證者將可能被拒絕入境。
持索馬利亞護照的索馬利亞國民抵台參加由中央政府機關主辦、協辦或贊助之國際會議、運動賽事、商展或其他活動，可以電子簽證入境中華民國，停留最多30天並不得延期。

### 事件
2025年4月30日，索馬利亞政府公告所有由台灣或其附屬機構簽發的護照與相關旅行证件，不得再用於進出與過境索馬利亞。旋經臺、美與索馬利亞政府多方磋商與協調，该禁令於6月撤销。

## 交通

### 航空

#### 客運
兩國無直航班機，可經由（不計航點遠近，截至2023年6月29日）：
- 臺北→杜拜、伊斯坦堡，再轉機前往索馬利亞的國際機場（英语：List of airports in Somalia）。

## 外部連結
- 中華民國外交部－索馬利亞聯邦共和國簡介 （页面存档备份，存于）
- 駐南非共和國台北聯絡代表處
- 駐杜拜台北商務辦事處
- 外交部領事事務局－國外旅遊警示分級表
- 中華民國衛生福利部－國際旅遊疫情建議等級
- 中華民國國際經濟合作協會 （页面存档备份，存于）